# Huber István
Huber István (Budapest, 1891. március 12. – Budapest, 1982. augusztus 16.) magyar festőművész, gimnáziumi rajztanár.

## Élete
Budapesten született, és a középiskolát a VIII. kerületi főreálban, majd a II. kerületi főreálban végezte, ahol 1911-ben érettségizett. 1911/1912-ben önkéntes katona volt, majd beiratkozott az Országos Magyar Képzőművészeti Főiskolára, ahol mesterei Révész Imre és Réti István voltak. Tanulmányai közben bejárta Olaszország, Ausztria, Németország és Svájc legfontosabb városait, és eljutott Párizsba is. Az első világháború kezdetétől, 1914. július 27-től ismét katonaként szolgált, egészen a háború végéig, 1918. november 11-ig. Megjárta a szerbiai és galíciai frontot is. Csapattisztként szerelt le, de kiképző is volt. A katonai szolgálat szüneteiben sikerült befejeznie a képzőművészeti főiskolát, ahol 1917-ben kapott diplomát.
A Tanácsköztársaság alatt, 1919. május 15-én kapott rajztanári kinevezést a budapesti piarista gimnáziumba, a nyugalomba vonuló Huszka József helyére, majd kinevezését 1919. szeptember 7-én megerősítették. Egészen az iskola államosításig, 1948-ig a gimnázium tanára volt, majd általános iskolai tanárként ment nyugdíjba. Amikor azonban az időközben újra megnyílt Piarista Gimnáziumban 1961-ben be kellett vezetni az ipari rajz tanítását, Balogh Ferenc igazgató kérésére hetven éves korában visszatért a katedrára, hogy három évig ezt a tárgyat tanítsa az I. osztályosoknak.
Diákéveink emlékeit idézve a találkozókon mindig emlegettük a rajztermi katedra magasáról előrenyúló, szétvásott végű, csattanós nádbotját, amely azonban sohasem volt fenyegető, mert a pedagógus meleg és derűs szavai kísérték csattogását a levegőben: „Mit maszatol, mester?”
Lakóhelye eleinte a Mester utcában, majd Budán, a Szent János téren (a Horváth-kertnél), végül 1940-től a Váralja utca 15. szám alatt (a budai királyi palota alatt) volt. Itt 1945. január 4-én kibombázták, és a pesti piarista gimnázium óvóhelyére menekült.
Felesége csemicei Csemiczky Lívia (Lili, * 1913) volt, akit 1933. november 11-én vett feleségül, lányuk Huber Judit (a későbbi Tiszamarty Krisztiánné). Temetésén, 1982. szeptember 3-án Blanckenstein Miklós krisztinavárosi káplán mondott imát, és a piarista rend több tagja is jelen volt Albert István tartományfőnök vezetésével. Szeptember 6-án Kemenes László, a piarista gimnázium igazgatója mondott érte szentmisét, és emlékezett meg róla.

## Művészete
Tanári munkája mellett sokat dolgozott portréfestőként. Munkáit 1921 óta állította ki. 1944-ig rendszeresen szerepelt a Országos Magyar Képzőművészeti Társulat őszi és tavaszi tárlatain a Műcsarnokban, majd a Balatoni Társaság és a Magyar Rajztanárok Egyesületének jubiláris tárlatain. Tagja volt a Képzőművészek Egyesületének, alapító tagja a Nemzeti Szalonnak, amelytől 1928-ban kitüntető elismerést kapott. Később a Magyar Arcképfestők Társaságának is tagja lett.
„Első, ami arcképein szembetűnő, a rajztudás, amellyel alakjainak vonalrendszerét követi […] ugyanakkor üde a színskálája, amellyel a rajz kereteit világító színfoltokban tölti ki. […] A rajzosság és a színesség összhangjához járul a kiváltságos előadásmód, amellyel az ábrázolt személy külső-belső tulajdonságainak legelőnyösebb kifejezéseire képes, biztosítva a művészi hatás finomságát és előkelőségét” – írta róla Pipics Zoltán. Megfestette sok piarista tanártársa, így többek között Sík Sándor, Schütz Antal, Takáts Sándor, Balanyi György és Öveges József portréját. Ezek a művei jórészt a gimnázium épületében, a rajzterem mögött berendezett műteremben készültek.

## Egyéb
Már a kortársak is, valamint a lexikonok rendszeresen összekeverték Dési Huber István (1895–1944) festőművésszel, aki a kommunista mozgalom tagja volt, és expresszionista stílusban alkotott.